# Diguetia signata
Diguetia signata is een spinnensoort uit de familie Diguetidae. De soort komt voor in de Verenigde Staten.